# Poštovní směrovací číslo
Poštovní směrovací číslo, zkráceně PSČ (též poštovní kód) je číselným označením územního obvodu adresní pošty. Pro každý územní obvod je PSČ jedinečné. Používá se v poštovním styku jako součást adresy především pro identifikaci místa doručení při automatizovaném třídění zásilek. Je to číselné označení (v řadě zemí kombinace číslic a písmen) územního obvodu dodávací (adresní) pošty, případně menšího dodávacího obvodu nebo poštovní přihrádky (P. O. Box).

## Historie PSČ
Prvopočátkem bylo rozdělování velkých měst na doručovací obvody. (Londýn tak byl rozdělen na 10 obvodů v roce 1857). Po první světové válce již takové číslování bylo zavedeno ve více evropských velkoměstech. Poprvé bylo poštovní směrovací číslo na území celé země zavedeno na Ukrajině v roce 1932, v roce 1939 byl systém ale opuštěn. Další pokusy se zaváděním poštovních směrovacích čísel provádělo Německo během druhé světové války. Souviselo to zejména s tím, jak na poštách ubývalo pracovníků s dobrou znalostí zeměpisu, tak i s rozšiřujícím se územím, na kterém bylo nutné doručovat zásilky německým vojákům. To se zdařilo v roce 1941. V roce 1958 PSČ zavedla Argentina, v roce 1959 Spojené království, v roce 1963 USA a v roce 1964 Švýcarsko. Se zaváděním PSČ se začaly objevovat úvahy o jeho využití při strojním třídění zásilek.
V roce 2005 evidovala Světová poštovní unie zavedení PSČ u 117 ze 190 svých členů.

### Předchůdce PSČ v Protektorátu Čechy a Morava
V souvislosti s výše uvedeným válečným zavedením tzv. poštovních instradovacích (směrovacích) čísel v Německu bylo do tohoto systému od roku 1944 zahrnuto i území Čech a Moravy. Tehdejší poštovní instradovací obvody měly přidělena čísla v souladu se zemským územním členěním na župy; na adresách měla být čísla orámována kolečkem. Protektorátu Čechy a Morava bylo přiděleno číslo 11b, ve vnitřním styku Protektorátu se číslo uvádět nemělo.

## PSČ v Československu
Přípravou projektu zavedení PSČ v Československu se započalo koncem 60. let 20. století ve Výzkumném ústavu spojů. Počátkem 70. let dostal projekt na starost ministerský úředník Miroslav Špaček. Do té doby bylo třídění poštovních zásilek závislé na specialistech, kteří perfektně uměli poštovní zeměpis. Jako vzory, kde se směrovací čísla již užívala, jmenoval Špaček Německo a Švédsko.
V roce 1971 se zavedení PSČ dostalo mezi koncepční záměry československé pošty, jejich zavedení bylo v pravomocech tehdejšího Ministerstva spojů ČSSR. Zavedena v Československu byla PSČ k 1. lednu 1973. Podle sdělení tehdejšího Federálního ministerstva spojů bylo důvodem úsilí o neustálé zdokonalování služeb v souladu se závěry XIV. sjezdu KSČ, k němuž je nutné použít nových moderních metod, zracionalizovat pracovní postupy a připravit podmínky pro použití poloautomatických a automatických strojů na třídění poštovních zásilek. Zavedení bylo provázeno masivní reklamní kampaní, která pokračovala i v dalších letech, zejména v předvánočním období.
V rámci zavádění PSČ bylo nejprve na vzorcích měsíčně sledováno, jak zásilek s PSČ přibývá, a bylo rozhodnuto, že vlastní technologie zpracování podle směrových čísel se nespustí dřív, než jím bude označeno 80 procent zásilek, což bylo splněno asi do roka.
Přestože zavedení mezi obyvatelstvem v počátcích naráželo na nedostatečnou informovanost, používalo se v polovině 70. let 20. století v Československu na 90 % zásilek.[zdroj?] V roce 1974 se podle směrovacích čísel začalo třídit, v roce 1978 se rozeběhlo automatické rovnání a razítkování zásilek na centrální pražské poště, o rok později byl dodán zbytek třídicí linky, včetně automatického čtení. 15. října 1979 byla na poště Praha 025 slavnostně uvedena do provozu první třídící automatizovaná linka na území ČSSR, od japonské firmy Nippon Electric Co. (část této linky byla ve zkušebním provozu již od dubna 1978), 26. listopadu 1982 ji následovala linka ATL NEC na poště Bratislava 022.
Hlavní námitkou proti PSČ bylo, že se tato čísla uživatelé i pracovníci poštovních služeb museli učit, přičemž do té doby se mnozí lidé zejména ve městech s více poštami ani nezajímali o to, pod kterou dodávací poštu patří. Argumentem pro zavedení pak byly zejména obce se shodnými názvy, kde se tak snížilo riziko záměny (do té doby se však v adrese standardně uváděl název okresu a povinnost tohoto údaje byla se zavedením PSČ zrušena). Automatizace třídění zásilek byla v době zavedení PSČ zatím jen velmi výhledovou představou.
PSČ se od té doby stalo téměř nedílnou součástí adresy. Jedním z míst, kde s adresou není uváděno, jsou občanské průkazy.
Systém se v nezměněné podobě používá dodnes. Některé koncepty možných změn v systému PSČ se zaměřují na geomarketingové využití PSČ,[zdroj?] ale především z finančních důvodů se změna neočekává.[zdroj?]

### Formát a význam PSČ
PSČ bylo zavedeno jako pěticiferné, členěné na trojčíslí a dvojčíslí. První číslice PSČ přibližně odpovídala starému krajskému rozdělení Československa podle zákona č. 36/1960 Sb., o územním členění státu. Samostatnou číslici (8)  dostala i Bratislava. Na území Česka pak byly spojeny Jihočeský a Západočeský kraj pod jedno číslo (3). Pro tři slovenské kraje pak zbyly pouze dvě číslice: Středoslovenský kraj byl nakonec rozdělen podle toho, jestli se odtud zásilky vozily do sběrného přepravního uzlu v Žilině, nebo do Zvolena: jih dostal devítku a sever nulu.
- 1 Hlavní město Praha (+speciální adresy 21xxx a 22xxx)
- 2 Středočeský kraj (od 25xxx)
- 3 Jihočeský a Západočeský kraj
- 4 Severočeský kraj
- 5 Východočeský kraj (+ část Jihomoravského kraje)
- 6 Jihomoravský kraj
- 7 Severomoravský kraj; číslicí 7 ale začínají i PSČ okresů Zlín (dříve Gottwaldov), Kroměříž a Prostějov, které byly územně součástí Jihomoravského kraje (Zlín – 760 01, Kroměříž – 767 01, Prostějov – 796 01).
- 8 Bratislava a okolí
- 9 Západoslovenský kraj a Středoslovenský kraj (jižní část)
- 0 Středoslovenský kraj (severní část) a Východoslovenský kraj

(Podobné číslování krajů bylo použito i k číslování okresních závodů krajských podniků ČSAD.)
Druhá číslice PSČ označovala obvody sběrných přepravních uzlů.
Třetí číslice označovala okresní přepravní uzel, okresní přepravní středisko, okresní a bývalá okresní města.  Výjimku tvořilo 6 největších měst (Praha, Bratislava, Brno, Ostrava, Plzeň a Olomouc), u kterých již druhá a třetí číslice vyjadřovala obvod dodávací pošty.
Poslední dvojčíslí, uváděné za mezerou, se přidělovalo poštám v rámci okresu v tom pořadí, v jakém je objížděla auta, která zajišťovala svoz zásilek. Své vlastní poštovní číslo ale získaly i některé velké podniky, které dostávaly hodně poštovních zásilek. Například Československá televize, nepochybně i Mladá fronta. V televizi pro propagaci PSČ redaktor Pech vymyslel slogan: Kdo chce televizi psát, tři jedničky padesát.
V Praze druhá číslice PSČ odpovídá jednomu z deseti městských obvodů, třetí číslice zpravidla rozlišuje dodávací poštu v rámci obvodu. PSČ většiny pražských dodávacích pošt končí číslicemi „00“. Jiná koncová dvojčíslí se používají k rozlišení poštovních přihrádek na dodávací poště určené prvním trojčíslím. Některé dodávací pošty jsou rozlišeny posledním dvojčíslím PSČ. Například  14002 je PSČ dodávací pošty Praha 42, 190 00 je PSČ dodávací pošty Praha 9, která je dodávací poštou pro část městského obvodu Praha 9, a 190 22 je PSČ Dopravního podniku hl. m. Prahy a. s., jehož sídlo spadá do jejího dodávacího obvodu, 197 00 je PSČ dodávací pošty Praha 97, umístěné ve Kbelích v městském obvodě Praha 9, 190 14 je PSČ dodávací pošty Praha 914 v Klánovicích v Praze 9. Někdy mezi lety 1986 a 1991 byla změněna PSČ částí připojených k Praze roku 1974 z čísel začínajících číslicí 2 na pražská.
V Bratislavě byla 1. ledna 1982 provedena reorganizace dodávacích pošt a změněna všechna PSČ.
Poštovní směrovací číslo je jedinečné v rámci státu a je zpravidla neměnné, nemění-li se příslušnost pošty k přepravnímu uzlu (mohou se však měnit dodávací územní obvody pošt a zřizovat či rušit pošty). Správcem číselníku PSČ byla Československá pošta. Dodávacím obvodem pošty je zpravidla území obce, několik obcí nebo souvislé části obce, ale samoty či jiné osamocené budovy mimo hlavní část obce bývají někdy přičleněny k dodávacímu obvodu té pošty, od níž jsou přístupnější. Významné podniky nebo instituce mohou mít vlastní směrovací číslo, které v takových případech odpovídá jejich poštovní přihrádce na dodávací poště (například ČTÚ má PSČ 225 02). Speciální dvojčíslí pak bývá společně použito pro ostatní adresáty s přihrádkami (P.O. BOXy) na hlavních poštách v regionu.
Systém poštovních směrovacích čísel, zavedený v Československu a převzatý v Česku, má k dispozici ještě mnoho čísel záložních.

## PSČ v samostatném Česku

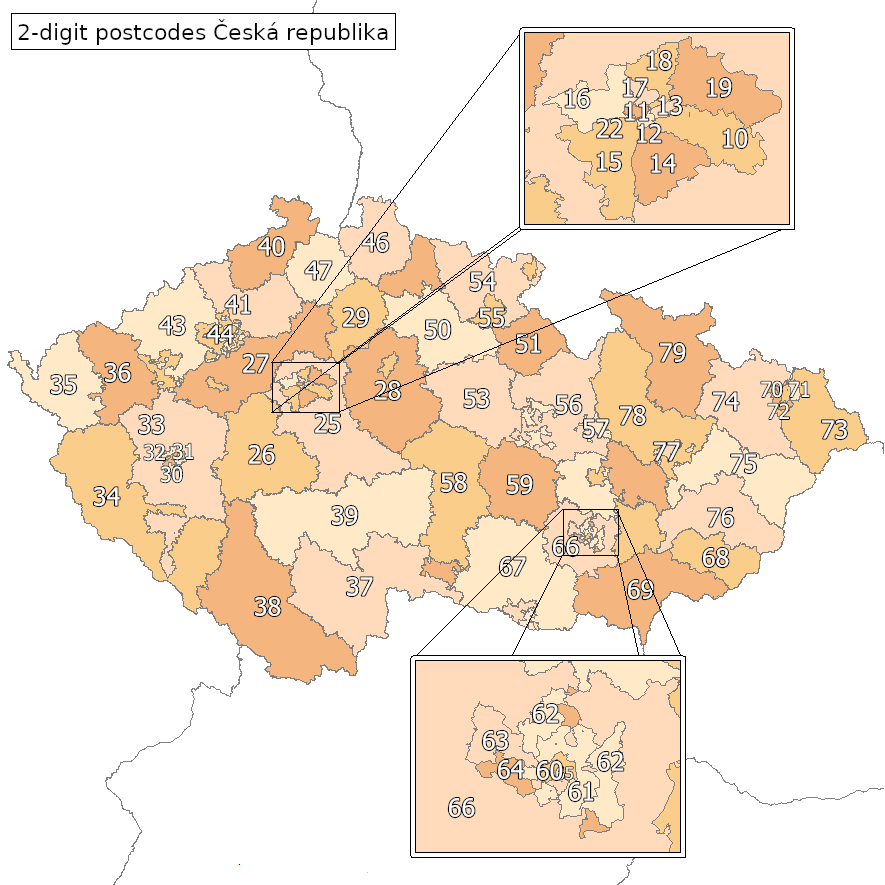

Po zániku Československa k 1. lednu 1993 a rozdělení Československé správy pošt a telekomunikací na Českou poštu a Slovenskou poštu převzaly obě československá PSČ. V Česku od té doby nebyly žádné výraznější snahy změnit systém PSČ. 

### Psaní PSČ v adrese
S poštovními směrovacími čísly jako se součástí adresy počítá i zákon č. 111/2009 Sb., o základních registrech, který v § 29 ve vztahu k registru územní identifikace pojem „adresa“:  „kombinace názvu okresu, názvu obce nebo vojenského újezdu, názvu části obce nebo v případě hlavního města Prahy názvu katastrálního území a názvu obvodu, čísla popisného nebo evidenčního, názvu ulice a čísla orientačního a dále zvláštních údajů pro doručování prostřednictvím poštovních služeb, která jednoznačně určuje adresní místo.“ Podle § 45 zákona zvláštní údaje pro doručování prostřednictvím poštovních služeb zapisuje do registru územní identifikace editor těchto údajů, kterým je správce registru územní identifikace, na základě podkladů předaných držitelem poštovní licence. Držitel poštovní licence předává tyto podklady způsobem dohodnutým se správcem registru územní identifikace. Prováděcí vyhláška 359/2011 Sb. pak v § 2 odst. 2 stanoví: „Zvláštními údaji pro doručování prostřednictvím poštovních služeb se rozumí údaje o poštovním směrovacím čísle, které přísluší danému územnímu prvku.“ V § 6 této vyhlášky pak je stanoveno, že adresa se tvoří mimo jiné z údaje o poštovním směrovacím čísle, a jakým způsobem se adresa uvádí ve výstupech z registru.
Poštovní směrovací číslo se uvádí v adrese společně s názvem dodávací pošty (ten zpravidla odpovídá názvu obce a číselnému značení pošty). Poštovní podmínky České pošty, s.p. (platné ode dne 1. ledna 2023) v § 104, odst. 2 uvádí, že Poštovní adresa musí být napsána v souladu se zvyklostmi a národními předpisy země určení. Doporučené vzory psaní poštovních adres na vnitrostátních poštovních zásilkách a na vnitrostátních poštovních poukázkách jsou uvedeny v Příloze č. 2 těchto poštovních podmínek. Psaní mezer také upřesňuje Česká pošta v interním dokumentu "Poštovní obálky pro mechanizované zpracování (technická norma pošt – TNP 2201)". Zde se uvádí: "Mezi trojčíslím a dvojčíslím PSČ je jedna mezera, mezi dvojčíslím PSČ a dodacím místem jsou dvě mezery."  Důvodem odlišného psaní PSČ na obálkách a adresních štítcích tedy je zabezpečit podmínky pro bezchybné automatizované třídění zásilek za použití optického čtecího zařízení (OCR).
Vzory adres
```
Jan Novák                     Karel Pospíšil
Bohumínská 125                Hrozenkovská 12  
735 14  Orlová 4              155 21  Praha 517 
```

Místo názvu dodávací pošty se běžně používá a toleruje název části obce, například Orlová-Lutyně nebo Praha 5-Zličín.
Čtečky třídicích strojů hledají PSČ na začátku posledního řádku adresy. Zahraniční poštovní kódy mají být doplněny zkratkou země určení. Název země určení má být uveden samostatně na posledním řádku adresy.
Vzory psaní adres do jednotlivých zemí jsou uvedeny v Poštovních podmínkách České pošty, s.p., část Zahraniční podmínky.
V rámci Evropské unie je psaní čísel a kódů v adresách sjednoceno ve společných pravidlech. Pro Česko tato pravidla uvádějí: „Česko | 5 číslic | Mezi třetí a čtvrtou číslicí je mezera. Mezi poštovním směrovacím číslem a názvem města jsou dvě mezery."

### Nepoštovní použití PSČ
Předseda Poslanecké sněmovny PČR využívá v usneseních o jmenování obcí městy nebo městysi poštovní směrovací číslo spolu s názvem obce k jednoznačné specifikaci obce, jíž se usnesení týká. 
Jinak se obvykle k identifikaci obce používá údaj o okresu podle Zákona o územním členění státu, stejně jako tomu bylo v poštovních adresách před zavedením PSČ. Název obce musí být jedinečný v rámci okresu, ale nemusí být jednoznačný v rámci kraje či státu.

#### Definice poštovních směrovacích čísel na webových stránkách ČSÚ
Poštovní směrovací číslo (dále PSČ) je číselným označením územního obvodu adresní pošty.
Správcem PSČ je Česká pošta, a. s.
Referenčním zdrojem poštovního směrovacího čísla jsou zvláštní údaje pro doručování prostřednictvím poštovních služeb, které obsahuje základní registr veřejné správy RÚIAN.
Popisné údaje o prvku PSČ jsou přejímány do RSO z aplikačního rozhraní na VDP základního registru RÚIAN, který je jejich referenčním zdrojem.
Kód PSČ je číselným vyjádřením územního prvku poštovní směrovací číslo. Je jedinečné v rámci ČR.
Číselník PSČ je SMS označen číslem 0028. Obsahem číselníku jsou jednak územní PSČ a jednak některá PSČ organizací. PSČ organizací nejsou aktualizována. Číselník 0028 je provázán na 0029 Typ poštovního směrovacího čísla, který představuje zmíněné označení územního PSČ a PSČ organizací.
Do roku 2012 byl číselník aktualizován z dat České pošty, od r. 2012 je číselník aktualizován pouze z dat RÚIAN. Neplatné položky jsou v číselníku udržovány jako podpora historických dat v některých registrech ČSÚ.
ČSÚ udržuje údaje o příslušnosti k PSČ ve dvou úrovních, jednak ve vazbě na jednotlivé budovy (adresy), jednak jako příslušnost částí obce dílů k dominantnímu PSČ . Součástí číselníku a registru jsou názvy adresní pošty a kód PSČ.

## PSČ v samostatném Slovensku

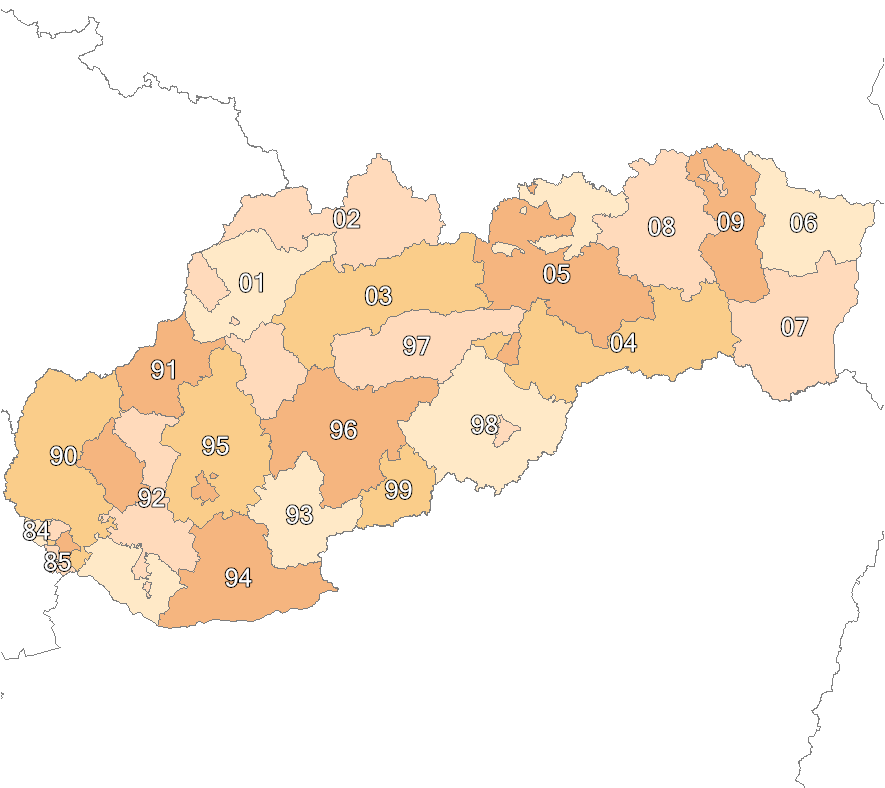
PSČ na Slovensku

Slovenská pošta v roce 2004 navrhla Ministerstvu dopravy, pošt a telekomunikací SR návrh změnit PSČ a využít i čísla s počátečními číslicemi 1 až 7 s tím, že by směrovací čísla byla přidělována až do úrovně doručovacích rajónů, nejen dodávacích pošt jako dosud. Změna však nebyla uskutečněna.

## Poštovní kódy a poštovní čísla ve světě

Označení států podle normy ISO 3166-1

ZIP code v USA

Pro tvorbu poštovních kódů a poštovních čísel (ZIP code, postal code, code postal, Postleitzahl, kod pocztowy, atd.)  se ve světě ve většině případů používá numerických (číselných) kódů. Některé poštovní správy ale využívají i alfanumerických (kombinace písemných a číselných) kódů. Výhodou alfanumerických kódů oproti kódům numerickým spočívá ve větším množství kombinací. Používají se k přesnému určení ulice či dokonce objektu. Alfanumerického systému směrovacích čísel využívají např. Irsko (Eircode), Kanada (postal code) , Spojené království (postcode) či Nizozemsko (postcode).
V mezinárodním poštovním provozu se pro rozlišení států (zejména používajících čtyř či pětimístní numerický systém) používá předřazení kódu státu (D pro Německo či F pro Francii). Od roku 1994 se na doporučení Evropského výboru pro normalizaci v mezinárodním poštovním styku používá ISO 3166-1 alpha-2 (DE pro Německo, FR pro Francii). V praxi ale není tento způsob příliš rozšířen.
Umístění PSČ v adrese není mezinárodně kodifikováno. V anglofonních zemích tvoří PSČ poslední řádek adresy, v zemích kontinentální Evropy se řadí před název obce. V Japonsku, Rusku či Číně je PSČ umístěno na začátku adresy.
Klíčové pojmy pro poštovní adresování, komponenty poštovní adresy a omezení jejich použití definuje EN  ISO 19160-4: 2017, která  definuje komponenty poštovní adresy organizované do tří hierarchických úrovní mezi nimi i poštovní kód (PSČ).
Systém směrovacích čísel má mnoho států, například:
- ZIP code v USA.
- PLZ v Německu
- kod pocztowy v Polsku

Nejdelší PSČ ve světě používá Írán (desetimístné číslo). Částečně je desetimístný systém používán v USA pro tzv. ZIP+4 System; ten sestává z pětimístného PSČ, spojovací čárky a dalších čtyř číslic (dohromady tedy též 10 znaků). Nejkratší PSČ jsou třímístná (v Evropě Malta).